# برحزين (المهرة)

تعديل مصدري - تعديل

برحزين هي إحدى قرى عزلة حبروت بمديرية شحن التابعة لمحافظة المهرة، بلغ تعداد سكانها 199 نسمة حسب تعداد اليمن لعام 2004.